# ألفين
ألفين (بالإنجليزية: Alvin) هي مدينة أمريكية تقع في ولاية تكساس.تبلغ مساحة هذه المدينة 44.9 (كم²)،ويبلغ عدد سكانها 21413 نسمة حسب إحصاء سنة 2010 م. تشير إحصاءات سنة 2000م بأن الكثافة السكانية في هذه المدينة تقدر بـ(476.9) نسمة/كم2.

## التركيبة السكانية
حدّد مكتب تعداد الولايات المتحدة بيانات التركيبة السكانية لألفين في تعداد الولايات المتحدة. في ما يلي، التركيبة السكانية حسب تعدادي 2000 و2010.

### تعداد عام 2000
بلغ عدد سكان ألفين 21,413 نسمة بحسب تعداد عام 2000، وبلغ عدد الأسر 7,826 أسرة وعدد العائلات 5,600 عائلة مقيمة في المدينة. في حين سجلت الكثافة السكانية 328.9 نسمة لكل كيلومتر مربع (851.8/ميل2). وبلغ عدد الوحدات السكنية 8,442 وحدة بمتوسط كثافة قدره 129.7 لكل كيلومتر مربع (335.9/ميل2).
وتوزع التركيب العرقي للمدينة بنسبة 82.28% من البيض و2.11% من الأمريكيين الأفارقة و0.49% من الأمريكيين الأصليين و0.79% من الأمريكيين ذوي الأصول الآسيوية و0.06% من سكان جزر المحيط الهادئ و10.88% من الأعراق الأخرى و3.40% من عرقين مختلطين أو أكثر و28.09% من الهسبانيون أو اللاتينيون من أي عرق.
بلغ عدد الأسر 7,826 أسرة كانت نسبة 44% منها لديها أطفال تحت سن الثامنة عشر تعيش معهم، وبلغت نسبة الأزواج القاطنين مع بعضهم البعض 51.9% من أصل المجموع الكلي للأسر، ونسبة 13.6% من الأسر كان لديها معيلات من الإناث دون وجود شريك، بينما كانت نسبة 6% من الأسر لديها معيلون من الذكور دون وجود شريكة وكانت نسبة 28.4% من غير العائلات. تألفت نسبة 23.4% من أصل جميع الأسر من عدة أفراد يعيشون في نفس المنزل ونسبة 7.7% كانت تتألف من شخص يعيش بمفرده يبلغ من العمر 65 عاماً أو أكثر. وبلغ متوسط حجم الأسرة المعيشية 2.71، أما متوسط حجم العائلات فبلغ 3.22.
بلغ العمر الوسطي للسكان 30.7 عاماً. وكانت نسبة 29.7% من القاطنين تحت سن الثامنة عشر، وكانت نسبة 11.1% بين الثامنة عشر والرابعة والعشرين عاماً، ونسبة 30.5% كانت واقعةً في الفئة العمرية ما بين الخامسة والعشرين والرابعة والأربعين عاماً، ونسبة 19.1% كانت ما بين الخامسة والأربعين والرابعة والستين، ونسبة 8.7% كانت ضمن فئة الخامسة والستين عاماً فما فوق. يوجد لكل 100 أنثى 97.0 ذكر، ويوجد لكل 100 أنثى في الثامنة عشر من عمرها فما فوق 93.9 ذكر.
بلغ متوسط دخل الأسرة في المدينة 14,500 دولارًا، أما متوسط دخل العائلة فبلغ 14,500 دولارًا. وكان متوسط دخل الذكور 41,250 دولارًا مقابل 11,250 دولارًا للإناث. وسجل دخل الفرد الخاص بالمدينة 10,370 دولارًا. وكانت نسبة 0% من العائلات ونسبة 0% من السكان تحت خط الفقر،

### تعداد عام 2010
بلغ عدد سكان ألفين 24,236 نسمة بحسب تعداد عام 2010، وبلغ عدد الأسر 8,742 أسرة وعدد العائلات 6,155 عائلة مقيمة في المدينة. في حين سجلت الكثافة السكانية 372.2 نسمة لكل كيلومتر مربع (964.0/ميل2). وبلغ عدد الوحدات السكنية 9,645 وحدة بمتوسط كثافة قدره 148.1 لكل كيلومتر مربع (383.6/ميل2).
وتوزع التركيب العرقي للمدينة بنسبة 79.43% من البيض و3.07% من الأمريكيين الأفارقة و0.57% من الأمريكيين الأصليين و0.89% من الأمريكيين ذوي الأصول الآسيوية و0.02% من سكان جزر المحيط الهادئ و13.46% من الأعراق الأخرى و2.57% من عرقين مختلطين أو أكثر و36.17% من الهسبانيون أو اللاتينيون من أي عرق.
بلغ عدد الأسر 8,742 أسرة كانت نسبة 40.7% منها لديها أطفال تحت سن الثامنة عشر تعيش معهم، وبلغت نسبة الأزواج القاطنين مع بعضهم البعض 48.5% من أصل المجموع الكلي للأسر، ونسبة 15.2% من الأسر كان لديها معيلات من الإناث دون وجود شريك، بينما كانت نسبة 6.6% من الأسر لديها معيلون من الذكور دون وجود شريكة وكانت نسبة 29.6% من غير العائلات. تألفت نسبة 23.3% من أصل جميع الأسر من عدة أفراد يعيشون في نفس المنزل ونسبة 8.1% كانت تتألف من شخص يعيش بمفرده يبلغ من العمر 65 عاماً أو أكثر. وبلغ متوسط حجم الأسرة المعيشية 2.77، أما متوسط حجم العائلات فبلغ 3.28.
بلغ العمر الوسطي للسكان 31.9 عاماً. وكانت نسبة 28.1% من القاطنين تحت سن الثامنة عشر، وكانت نسبة 11% بين الثامنة عشر والرابعة والعشرين عاماً، ونسبة 28% كانت واقعةً في الفئة العمرية ما بين الخامسة والعشرين والرابعة والأربعين عاماً، ونسبة 22.4% كانت ما بين الخامسة والأربعين والرابعة والستين، ونسبة 10.5% كانت ضمن فئة الخامسة والستين عاماً فما فوق. وتوزع التركيب الجنسي للسكان بنسبة 49.2% ذكور و50.8% إناث.

## أعلام
- ريد ريان
- داريل ويلز
- جو فيرغسون
- جورج لاين